# Forte di Gwalior
Il Forte di Gwalior (in hindi: ग्वालियर क़िला Gwalior Qila) si trova a Gwalior, nello stato dell'India centrale del Madhya Pradesh.
Esso è ubicato su una roccia isolata che domina la sottostante città di Gwalior e comprende diversi edifici storici. Si tratta di uno dei più grandi forti dell'India e la sua immagine è stata utilizzata per l'emissione di un francobollo commemorativo da parte delle Poste Indiane. Gli storici hanno potuto stabilire che venne costruito nell'VIII secolo. Il Forte e la città hanno avuto una grande importanza della storia dei regni dell'India del nord. Si narra che l'imperatore Mogul Babur (1483–1531) lo descrisse come "La perla nella collana dei forti dell'India". Al Forte viene spesso dato l'epitoto di "Gibilterra dell'India', a seguito della vista panoramica sulla città che si gode dalla sua cima.
La storia della fortezza si riferisce alle due parti che la costituiscono e cioè a quella principale ovvero il palazzo Man Mandir e quello di Gurjari Mahal. Il primo è stato costruito durante i primi tempi della dominazione Tomar, mentre il Gurjari Mahal (oggi un museo), è stato costruito da Raja Man Singh Tomar nel XV secolo per la sua regina preferita, Mrignayani.
Il Forte Gwalior occupa anche un posto unico nella civiltà umana essendo il luogo in cui si usò per la prima volta il numero zero. Noto anche come Shunya in sanscrito, questo sito è di interesse matematico a causa di ciò che è scritto su una tavoletta che registra la creazione di un piccolo tempio indù del IX secolo sul lato orientale del pianoro. Per puro caso, registra l'uso più antico dello "0" in India e per questo motivo può essergli assegnata una data certa.

## Etimologia
Il termine Gwalior deriva dal nome di un santo chiamato Galava. Si dice che il santo avesse curato Suraj Sen, re di Gwalior, affetto da lebbra. La cura consistette nell'uso dell'acqua prelevata dalla Kund Suraj o il serbatoio che si trova nella fortezza.

## Topografia

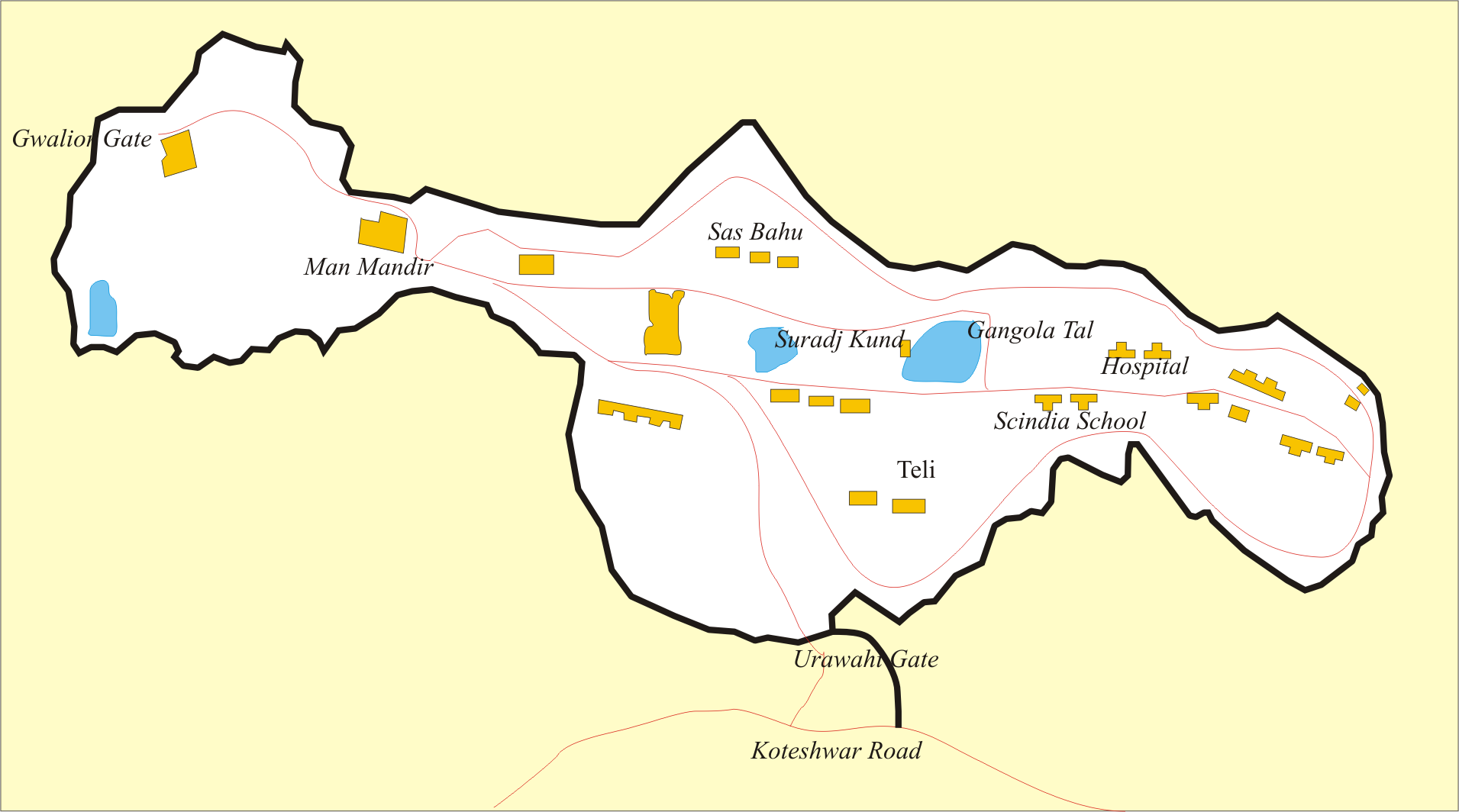
Mappa della fortezza

La fortezza, di forma conica, è costruita su un poggio solitario circondato da altre colline simili a sud-est, sud e sud-ovest, che, se visto da una distanza di almeno 6 km, ha la forma di un anfiteatro. Un piccolo fiume, non permanente, chiamato Swarnrekha scorre vicino al palazzo. Le formazioni rocciose che dominano il Forte variano nella gamma dell'ocra e sono sovrastate da basalto. Le rocce della collina, anche se costituite da uno strato orizzontale, formano quasi un precipizio perpendicolare. Il Forte si trova ad un'altitudine di circa 102 m. nel punto più elevato, ha una lunghezza di 2,4 km e una larghezza media di 270 m.

## Storia

### Primi tempi
La storia del Forte è indelebilmente legata a quella dell'antico regno di Gwalior, retto da diversi re Rajput. Le prime notizie sul Forte si trovano in una pubblicazione del Governo dell'India su Gwalior, in cui vi sono tracce di un'iscrizione del 525 in un tempio del sole, che si dice sia stato costruito dall'imperatore unno (Chioniti) Mihirakula (Sveta Huna sovrano nel 510 durante il regno degli unni in India).
Il tempio Chaturbhuj (dedicato a cinque dei armati hindu, un tempio di Visnù), sito sulla strada che conduce al Forte, è datato 875 ed è molto simile al Teli-Ka-Mandir che data anch'esso intorno all'VIII secolo.

### Dinastia Kacchawa Pal
Ricerche storiche fanno risalire la costruzione della fortezza al 727 (la leggenda dice 275) da parte di un capo locale chiamato Surya Kacchawa Sena, che era governatore di un villaggio chiamato Sihonia e sito a circa 12 chilometri dalla collina su cui si trova il Forte oggi. Nel corso di una battuta di caccia, Kacchawa Thakur Surajsen, incontrò un eremita chiamato Sage Gwalip (anche 'Galava' in alcuni racconti) che gli diede dell'acqua e gli disse di una cura per la sua malattia con le acque di un serbatoio sito vicino a quella che oggi si chiama Surajkund. 
1. Re 'Suraj Pal'che regnò 36 anni; gli succedette il figlio
2. Rasak pal che regnò un anno; gli succedette il figlio
3. Narhar Pal che regnò 11 anni e morì in una battuta di caccia. Narhar Pal costruì il Tempio Mahadev e fondò il villaggio Narhar Tela. Gli succedette
4. 'Amar Pal'al quale succedette il figlio
5. 'Bheem Pal'che costruì il tempio Bheemeshwar Mahadev. Bheem Pal regnò 36 anni e gli succedette
6. Gang Pal che regnò 21 anni e lasciò il trono al figlio
7. Raj Pal che governò 10 anni lasciando il trono a
8. Bhoj Pal che governò per 9 anni e fece costruire il famose scrigno di Chaturbhuj Rai, una manifestazione del dio Krishna. Esso è famoso per essere stato realizzato da un singolo monolite. Bhoj Pal lasciò il trono al figlio
9. Padam Pal che regnò 9 anni. Costruì il famoso scrigno Lakshmi-Narayan. Gli succedette
10. Anang Pal, secondo la leggenda incontrò Sage Gwalip che fu autore delle sorti della sua famiglia. Sage Gwalip gli diede la conoscenza per forgiare oro da metalli comuni e le sue monete da 5 tola d'oro vennero messe in circolo. Egli lasciò il governo a
11. Indra Pal che regnò per soli 3 anni. A lui succedette
12. Jeet Pal che regnò per 14 anni e costruì il tempio Jeet Durga. Gli succedette
13. Basant Pal che regnò 17 anni e lasciò il regno a
14. Dhund Pal che governò 11 anni
15. Lakshman Pal regnò 4 anni e lasciò il trono al figlio
16. Nahar Pal che regnò solo due anni. Lasciò il trono a
17. Bhandar Pal che costruì il Forte Bhander e regnò 11 anni. Gli subentrò il figlio
18. Ajaz Pal che regnò 9 anni. Gli succedette una lunga lista di regnanti:
19. Aspal
20. Sees Pal
21. Bhoj Pal
22. JBhairone Pal
23. Gunpat Pal
24. Chaura Sookh Pal
25. Gaoo Munt Pal
26. Nagish Pal
27. Budh Pal
28. Madh Pal
29. Bir Pal
30. Kant Pal
31. Keerat Pal
32. Danee Pal
33. Bhip Pal
34. HamirTal
35. Chatar Pal
36. Bhomindra Pal
37. Dheer Pal
38. Nagendra Pal
39. Sudh Pal
40. Sindhoo Pal
41. Madhoo Pal
42. Over Pal
43. Budnu Pal
44. Jay Pal
45. Sandhan Pal
46. Balbhadra Pal
47. Gundharap Pak
48. Saij Pal
49. Devendra Pal
50. Ramchandra Pal
51. Dhondar Pal
52. Saromand Pal
53. Pardaman Pal
54. Rasak Pal
55. Deepak Pal
56. Anant Pal
57. Gaj Pal
58. Jugdeesh Pal
59. Gunjee Pal
60. Ram Deve Pal
61. Seewani Pal
62. Hirchand Pal
63. Birakh Pal
64. Tilak Pal
65. Bijay Pal
66. Dhander Pal
67. Nain Pal
68. Herlaik Pal
69. Pratap Rudra Pal
70. Kaisar Pal
71. Asad Pal
72. Indra Pal
73. Maun Pal
74. Karam Pal
75. Esar Pal
76. Mon Pal
77. Sagar Pal
78. Bishambar Pal
79. Ratan Pal
80. Dhore Pal
81. Budha Pal

Da Suraj Pal, fondatore della dinastia, a Budha Pal ultimo di questa lista, vi furono 84 re che regnarono in un periodo di 989 anni sotto il patronimico di Pal, una prova solida del lungo periodo di pace continuata di cui godette l'India sotto i suoi sovrani indigeni. Il figlio di Budha Pal prese il nome di Tej Karan e questo fatto coincise con la profezia del santo Gwalpa, che aveva predetto che la discendenza di Suraj Pal sarebbe continuata fino a quando si fosse usato il patronimico Pal.
Ran Mul il Capo di Ambere (Jeypore) aveva una figlia che si unì in matrimonio a Tej Karan di Gwalior, che divenne ben presto molto legato a una moglie che gli portò in dote elefanti, cavalli e altre proprietà. Mentre era ancora ospite, nella casa di suo suocero, gli venne proposta la successione al regno di Ambere a condizione del suo consenso a spostare la sua residenza ad Ambere poiché il sovrano regnante di quel luogo non aveva figli maschi che potessero succedergli in caso di morte. L'ambizioso e calcolatore Tej Karan accettò immediatamente l'offerta, poiché lo Stato di Gwalior in quel momento era meno importante del regno di Ambere. Durante la sua assenza da Gwalior gli affari del principato vennero gestiti da Ram Deva Prahar che dopo due anni di amministrazione di successo chiese ufficialmente di essere riconosciuto come il governatore de facto dello Stato e gli venne concessa l'autorità di governare e regnare. Lo stato passò quindi dalla dinastia di Pal alla famiglia di Pratihars.

### Dinastia Pratihar
Lista dei regnanti Pratihar di Gwalior:
1. Pramal Dev
2. Salam Dev
3. Bikram Dev
4. Ratan Dev
5. Shobhang Dev
6. Narsinh Dev
7. Pramal Dev

### Conquista turco-ghaznavide
Nel 1023 Mahmud di Ghazni attaccò la fortezza, ma venne respinto. Nel 1196, dopo un lungo assedio, Qutb al-Din di Delhi, primo sultano turco del Sultanato di Delhi, conquistò la fortezza ma la perse poi nel 1211. Venne poi riconquistata nel 1231 dal sultano Iltutmish di Delhi, della dinastia vassalla del Sultanato di Delhi. Quando Tamerlano invase Delhi e creò l'anarchia nella regione, Narasingh Rao, un capo indù, conquistò il Forte.

### Dinastia Tomara (Tomar)
C'erano due fratelli Rajput del clan Tanwar chiamati Parmal Deva (Veer Singh) e Adhar Deva del villaggio di Esamamola situato nel Perganna di Dandrolee. Una notte mentre era buio pesto e la pioggia cadeva torrenziale, al sultano capitò di trovarsi in piedi ad un balcone da dove vide due soldati compiere il loro dovere, mentre il resto dei loro compagni dormivano profondamente. Entrambi avanzarono verso l'imperatore che apprendendo che essi appartenevano al distaccamento sotto il comando di Sikandar Khan fu molto contento della loro condotta e della loro devozione al loro sovrano. Disse quindi loro di fare qualsiasi richiesta che sarebbe stata esaudita. Essi raccontarono la loro storia, che erano sempre stati fedeli al loro re, ma non erano in grado di servire lo Stato con diligenza fino a quando i loro figli sarebbero stati costretti a vagare nella giungla per mancanza di una casa decente. Conclusero la loro recita, in perfetto stile Rajput, con la richiesta di poter avere una residenza per le loro famiglie a Gwalior
Il Sultano ordinò loro di presentarsi a Durbar il giorno dopo, quando la loro petizione sarebbe stata esaudita senza alcuna sollecitazione ulteriore da parte loro. I Rajput conoscevano bene le usanze delle corti orientali ed erano consci delle difficoltà che avrebbero incontrato nel tentativo di avere accesso alla presenza del Sultano nella formale Durbar. L'Imperatore però li rassicurò della sua buona volontà verso di loro e quando all'ora stabilita i due fratelli stavano a rispettosa distanza dalla sala delle udienze del Sultano, li convocò entrambi alla sua presenza e diede loro Gwalior come Inam (ricompensa). Essi portarono il mandato del sovrano al Syads - carica ereditaria della Fortezza - ma questi non lo considerò visto che lo avrebbe privato del possesso ereditario della fortezza.
I due Rajput comunque continuarono la loro opera verso il Syads con molta sottomissione ma pensarono ad uno stratagemma per raggiungere il fine desiderato. Visto che si erano ingraziati il Syads, vennero invitati a una cena in loro onore presso un villaggio chiamato Raneepura dove i discendenti dei nipoti del Profeta arabo si erano rifugiati con le loro famiglie. Venne servito cibo mescolato con droghe inebrianti, in puro stile orientale e gli ospiti, dopo aver mangiato il loro ultimo pasto sulla terra, si ritirarono a riposare nelle tende messe a loro disposizione dal loro anfitrione, quando a un dato segnale, una banda di Rajput, che erano nascosti in un luogo appartato, uscì in fretta con le spade in pugno ed uccise nel sonno i poveri innocenti per aver disobbedito al mandato del loro legittimo sovrano.
1. Vir Singh (o Pramal Dev) o Bir Sing Deo 1375, prese il Forte a Sayyid re di Gwalior.
2. Uddhharan Dev, fratello di VirSingh Dev, regnò per un certo tempo
3. Lakshman dev Tomar
4. Viramdev 1400 o Virsingh Dev.
5. Ganapati Dev Tomar 1419
6. Dugarendra (Dungar) Singh 1424, consolidò Gwalior come territorio più potente dell'India centrale. Costruì il Ganesha Pole.
7. Kirti Singh Tomar 1454, Combatté con Rana Kumbha di Mewar contro Re Muhommadan di Malwa (Mehmood Khilji).
8. Mangal Dev era il figlio minore di Kirti Singh ed aveva tenute in 120 villaggi a Dhodri e Amba di Tomargarh, cercò di riconquistare Gwalior dopo la caduta dei Tomar nel 1516.
9. Kalyanmalla Tomar 1479 lottò con Rana Kumbha di Mewar contro Muhommadan re di Malwa (Mehmood Khilji).
10. '[Man Singh Tomar]' 1486, musicista e padre di Dhrupat Gharana fu il più grande dei re Tomar di Gwalior.
11. Vikramaditya Tomar 1516 - 1518 - Ibrahim Lodhi conquistò il Forte Gwalior.
12. Ramshah Tomar 1526, venne cacciato da Gwalior, combatté a Haldighati con Maharana Pratap.
  1. Salivahan Tomar - 1576 combatté ad Haldighati con Maharan Pratap.

### Storia medievale del Forte
Solo nel 1519 Ibrahim Lodi, della Dinastia Lodi, prese il controllo del Forte. A seguito della sua morte, l'imperatore mogul Babar manipolò la situazione e prese il controllo del Forte. Ma a seguito della sconfitta subita da suo figlio Humayun per mano di Sher Shah Suri, il Forte passò alla Dinastia Suri.
Dopo la morte di Sher Shah Suri nel 1540, suo figlio Islam Shah spostò la capitale da Delhi a Gwalior, ritenendola più sicura per difendersi dagli attacchi frequenti da occidente. Nell'anno 1553, quando Islam Shah morì, il suo successore ʿĀdil Shāh Sūrī nominò il guerriero indù Hemu, noto anche come Hem Chandra Vikramaditya, come Primo ministro e capo dell'esercito del suo regno. ʿĀdil Shāh si trasferì a Chunar in quanto considerato ancora più sicuro. Hemu fu costretto ad allontanarsi diverse volte dal Forte per sedare la ribellione in varie parti dell'India del nord contro il debole regime di ʿĀdil Shāh. Il Forte rimase molto attivo durante il periodo 1553-56 poiché Hemu aveva combattuto e vinto 22 battaglie, senza mai perdere questo Forte. Dopo aver sconfitto le forze di Akbar ad Agra e Delhi nel 1556, Hemu fondò Hindu Raj proclamandosi re (Vikramaditya), nel nord dell'India ed ebbe la sua Rajyabhishake (incoronazione) nel Purana Qila, nei pressi di Delhi, come 'Samrat Hem Chandra Vikramaditya il 7 ottobre 1556. La capitale fu spostata da Gwalior a Delhi, ancora una volta, ed egli divenne re con sede nel Purana Qila.
Successivamente Akbar prese il Forte e ne fece un carcere speciale per i prigionieri importanti. In questo forte-prigione nel periodo della dinastia Mogul, vi vennero ospitati una serie di sfortunati prigionieri reali che vennero messi a morte. Akbar vi confinò il suo cugino di primo grado Kamran e successivamente lo mise a morte. Aurangzeb imprigionò suo fratello Murad e poi lo uccise. Allo stesso modo fece uccidere i figli di suo fratello Dara Shikoh, Suleyman e Sepher Sheko.

### Dinastia Rana Jat
Anche la dinastia Jat regnò brevenmente al Forte Gwalior. A seguito del declino dell'impero Mogul, Forte Gwalior venne usurpato dalla dinastia Gohad nella persona del re Jat Rana. I Maharaja Bhim Singh Rana (1707–1756) e Maharaja Chhatar Singh Rana (1757–1782) occuparono il Forte Gwalior tre volte: 
- dal 1740 al 1756 dal Maharaja Bhim Singh Rana,[9]
- dal 1761 al 1767 dal Maharaja Chhatra Singh Rana,[10][11][12]
- dal 1780 al 1783 dal Maharaja Chhatra Singh Rana.[13]

Successivamente, il controllo del Forte subì una serie di passaggi. Nel 1736, il Maharaja Bhim Singh Rana, re Jat conquistò Malwa e il Forte Gwalior sconfiggendo i maratti e tenne la fortezza per il periodo 1740-1756. Nel 1779, venne conquistato dal clan Scindia dell'impero Maratha, che vi mantenne una guarnigione, ma il possesso venne preso dalla Compagnia delle Indie Orientali. Nel mese di agosto 1780, il controllo passò a Chhatar Singh, il Rana di Gohud che sconfisse i maratti. Nel 1784, Mahadji Sinde (Comandante dell'Impero Maratha), ancora una volta recuperò il Forte. Ci sono stati frequenti cambiamenti nel controllo del Forte tra i Sinde e gli inglesi tra il 1808 e il 1844. Tuttavia, nel gennaio 1844, dopo la battaglia di Maharajpur, il Forte passò sotto il controllo dei Sindes, ma come protettorato della Corona britannica.

## Storia durante la guerra d'indipendenza (1857)
Ma l'evento più significativo, nella storia dell'India, che si sia verificato al Forte Gwalior fu il sacrificio di Rani Lakshmibai, la Rani di Jhansi. Ella venne considerata come una delle figure di spicco della ribellione indiana del 1857, e come simbolo di resistenza al dominio britannico in India. Divenne una figura leggendaria, considerata come la "Giovanna d'Arco" d'India. Combatté molte battaglie, ma due sono maggiormente degne di nota. La prima battaglia contro gli inglesi fu a Jhansi nel mese di aprile 1858. Lakshmi Bhai venne sconfitta e fuggì a formare un gruppo di ribelli. L'altra battaglia più famosa fu combattuta al Forte Gwalior contro il Sinde (feudatario degli inglesi), che inizialmente lei e i suoi alleati,  Rani Jhansi (vedova del comandante dell'Impero Maratha, i Peshwas e il Nawab di Banda, vinsero il 1º giugno 1858 e Nana Saheb venne nominato primo ministro dell'impero Peshwa-Maratha. Ma Sinde fuggì ad Agra. Tuttavia, gli inglesi continuarono ad attaccare senza sosta il Forte Gwalior. Nella battaglia che ne seguì, il 16 e 17 giugno 1858, Lakshmi Bai portò le truppe di Jhansi e di Gwalior (a sinistra oltre le forze) per difendere il passaggio a monte della fortezza e la città di Gwalior. Nella carica di cavalleria fatta dagli inglesi, venne uccisa.

## Strutture
La fortezza e gli altri monumenti annessi sono ben mantenuti e contengono molti monumenti storici, templi indù e giainisti (degli 11 santuari, sette sono templi indù) e palazzi, di cui i più famosi sono il Man Mandir, il Gujari Mahal (ora museo archeologico), il Jahangir Mahal, il Palazzo Karan e il Shah Jahan Mahal.

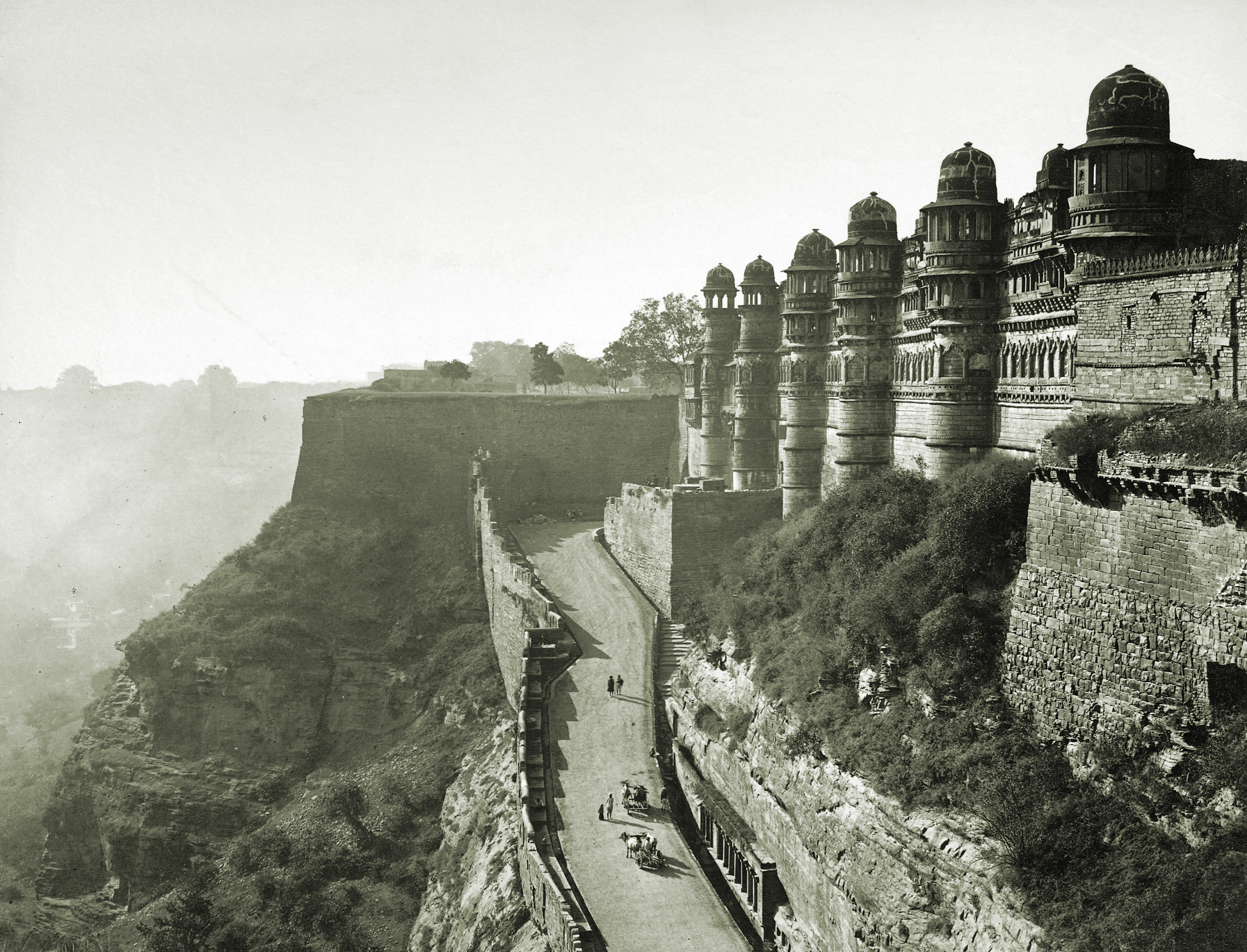
Ingresso principale del Man Mandir

Il Forte, che ha un aspetto sorprendente, è stato costruito sulla lunga, stretta e scoscesa collina chiamata Gopachal. La fortezza si estende su una superficie di 3 km², è alta circa 12 metri ed è costruita su rocce di arenaria massiccia. Le mura del Forte sono costruite lungo tutto il bordo della collina, e anche se di altezza uniforme, presentano un aspetto irregolare a causa della topogafia del terreno sul quale sono costruite. Ha due porte principali di accesso, una da nord-est e l'altra da sud-ovest. I bastioni si trovano lungo i margini della collina collegati da sei torri. Si accede attraverso la porta di nord-est per una lunga rampa di accesso. All'ingresso principale chiamato Pul Hathi ("porta dell'elefante"), si accede dopo aver attraversato altre sei porte. Oltre al cancello Hathi Pul di ingresso al Palazzo, vi è un altro grande cancello, detto Porta Badalgarh. Il palazzo Man Mandir o la cittadella si trova a nord-est del Forte. La sua costruzione è databile al XV secolo ma è stato ristrutturato nel 1648. Il perimetro del Forte comprende anche molti altri monumenti, come palazzi, templi e serbatoi d'acqua. I serbatoi d'acqua o bacini, creati nel recinto del Forte, erano in grado di fornire l'approvvigionamento idrico per un presidio di 15.000 uomini, che è stato stimato il fabbisogno di manodopera per assicurare il funzionamento del Forte. All'ingresso da sud, vi sono dei templi, in roccia finemente intagliata, fatti costruire dai Tirthamkara gianisti, posti lungo ripide pareti rocciose. Una statua alta 12 metri è stata identificata come quella di Parswanath, il XXIII thrithankara (o santo). Sfuggì alla demolizione ordinata da Babur quando perse il controllo del Forte.
|                             |                                                       |
| Facciata sud del Man Mandir | Facciata orientale del cortile interno del Man Mandir |

### Man Mandir
La prigione si trova sotto questo palazzo dove molti prigionieri reali della dinastia Mogul vennero incarcerati e uccisi.
Il palazzo ha assistito alle atrocità commesse dagli imperatori Mogul. Aurangzeb, inizialmente, imprigionò suo fratello Murad in questo Forte e poi lo uccise per tradimento. Il nome del Forte è anche contrassegnato dalla nomea per la pratica sati (suicidio volontario sulla pira delle donne dell'harem in occasione del funerale del re di Gwalior sconfitto e ucciso in battaglia nel 1232
Hathi Pol
|                            |                                         |
| Porta del Forte di Gwalior | Porta Hathi Pol del Palazzo Man Mandir, |

La Porta di Hathi Pol (o Hathiya Paur) è la porta principale del Forte che porta al Palazzo Man Mandir costruito da Man Singh. Essa è l'ultima porta costruita alla fine di una serie di sette porte. Prende il nome da una statua a grandezza naturale di un elefante (Hathi) che un tempo adornava l'ingresso del cancello. Il cancello in pietra sul lato sud-est del palazzo ha torri cilindriche. Le torri sono coronate da cupole. Dei parapetti scolpiti collegano le cupole fra di loro.
|                                         |                                 |
| Statua mitologica a guardia del palazzo | Il Gujari Mahal visto dal Forte |

Museo Gujari Mahal
Il Gujari Mahal è un palazzo fatto costruire da Raja Man Singh per amore della moglie Mrignayani, una principessa Gujar, perché ella richiese un palazzo separato per sé stessa, con regolari rifornimenti idrici portati da un acquedotto costruito da una fonte vicina al fiume Rai. Questo mahal è ben tenuto visto che è stato convertito in un museo archeologico. I manufatti rari in mostra al museo sono sculture indù e giainiste databili al I e al II secolo a.C., miniature della Salabhanjika (visibili solo con un permesso speciale), terrecotte e copie di affreschi presenti nelle Grotte di Bagh.
Tempio Teli ka Mandir
|                                |                      |
| Sculture vicine al Teli Mandir | Porta di Teli Mandir |

Il Tempio di Teli-ka-Mandir, si pensa sia stato costruito nell'VIII secolo ma secondo altri studiosi si crede possa essere dell'XI secolo. Sulla base delle sculture e decorazioni presenti nei due templi, Louis Fredric, un archeologo, ha dedotto che essi sono santuari dell'VIII secolo. Il tempio è considerato il più antico monumento nel Forte, che presenta una combinazione unica di vari stili architettonici indiani (fusione di stili del sud e del nord dell'India) ed è chiamato santuario brahmānico. In pratica, ha una configurazione insolita: un simil-scrigno in un unico presbiterio, senza pilastri o mandapa, e un tetto con volta a botte buddista sulla cima di un mandir indù. L'influenza architettonica buddista è stata identificata sulla base della Chitya, tipo di sala ed elegante decorazione torana, al cancello d'ingresso. Esso è stato rinnovato nel 1881-1883 con sculture da giardino. Nella pianta, si tratta di una struttura rettangolare. Ha una torre costruita in muratura, in stile architettonico Nagari con una volta a botte alta 8 metri. In passato, le nicchie nelle pareti esterne avevano delle sculture ma ora hanno aperture con archi a ferro di cavallo o gavakshas(aperture di ventilazione) con motivi ad arco, in stile architettonico del nord dell'India. Il design gavaksha, è stato paragonato al trifoglio, un design a favo di miele con una serie di archi ogivali inseriti all'interno di un arco che consente un "gioco di luci e ombre". La porta d'ingresso ha una torana o arco con immagini, squisitamente scolpite, di dee, coppie romantiche, decorazioni di foliazioni e un emblema di Garuḍa. Disegni diamante e fiori di loto sono presenti sulla banda orizzontale nella parte superiore dell'arco, decifrati come influenza del periodo buddista. In origine il tempio era dedicata a Visnù, ma poi venne convertito al culto di Shiva. I dettagli delle decorazioni della porta d'ingresso sono stati descritti da un archeologo come: 
La combinazione di bande verticali e orizzontali produce una composizione di forme rettangolari, tutte all'interno di un grande rettangolo sormontato da un elaborato disegno a nido d'ape motivi gavaksa. Le bande verticali su entrambi i lati della porta sono semplici e trattenute, e anche se le cifre sono state gravemente danneggiate, ancora conservano la loro grazia, la forma ritmica e il movimento. Il piccolo gruppo di piacevoli oggetti immediatamente sopra la porta suggeriscono la finial o corona (damalaka) di una sikhara indo-ariana.

Il più alto monumento del Forte è la statua di Garuḍa, dedicata a Pratihara Visnù. Questa struttura è considerata una fusione di architettura musulmana e architettura indiana miscelata nel Teli-ka-Mandir (vedi immagine).
Tempio Sas-Bahu
|                 |                         |
| Tempio Sas-Bahu | Piccolo tempio Sas Bahu |

Nel X secolo, sotto il controllo della declinante dinastia Gurjara-Pratihara di Gwalior, una dinastia regionale chiamata Kachchhapaghata iniziò ad essere una potenza armata. Durante il loro governo costruirono alcuni monumenti, tra cui due templi dal nome originale Sahastrabahu (Mille mani a somiglianza del dio Vishnu), ora conosciuto con il nome di Sas-Bahu (che significa: "suocera e nuora"), uno piccolo e uno grande (entrambi visibili, ma in rovina, anche se il più piccolo è più elegante e meglio conservato) che si trovano uno accanto all'altro. Questi templi sono stati inizialmente dedicati a Vishnu. Un'iscrizione sul più grande dei due registra la data di costruzione al 1093. Una caratteristica unica di questi templi a forma piramidale, costruiti in arenaria rossa, è che essi sono stati realizzati su diversi piani esclusivamente con l'ausilio di travi e pilastri, senza archi che siano stati utilizzati allo scopo. Il tempio principale sembra sorprendentemente robusto. Lo stile del più piccolo Sas-Bahu è una copia del tempio più grande.

## Altri monumenti
Vi sono diversi altri monumenti costruiti all'interno dell'area del Forte. Questi sono: il Chhatri dei Maharaja Bhim Singh e Bhimtal, la Scuola Scindia (inizialmente una scuola esclusiva per i figli dei principi indiani e nobili), un istituto rinomato fondato dal defunto Maratha Maharaja Madho Rao Scindia di Gwalior nel 1897, il Gurdwara Data Bandi costruito in memoria del sesto Sikh Guru Har Gobind.

## Accesso
Mentre il Forte si trova a circa 3 km dalla città di Gwalior, la città è molto ben collegata alle altre città del Madhya Pradesh e dell'India a mezzo ferrovia, strade e per via aerea. L'autostrada Agra-Mumbai (NH3) passa per Gwalior. La città è collegata a Jhansi dalla National Highway  NH75, verso sud della città. A nord è collegata alla città santa di Mathura attraverso la National Highway NH 3. Essa si trova a 321 km da Delhi e 121 da Agra.
Gwalior è forse uno dei pochi posti dove esistono ferrovie a scartamento ridotto e scartamento normale  ancora operative. Così, la città è ben collegata da treni con tutte le zone del paese e fra queste quattro aree metropolitane. Ci sono treni diretti per Mumbai, Delhi, Calcutta (Howrah), Chennai, Trivandrum, Indore, Ahmedabad, Pune, Jammu, Lucknow, Bhopal, Jaipur, Udaipur ed altre città importanti. Gwalior è la stazione principale che serve la maggior parte dei treni a lunga percorrenza.
L'aeroporto di Gwalior collega la città con Delhi, Indore e Bhopal. La linea Delhi-Jabalpur fa scalo all'aeroporto di Gwalior.

## Galleria d'immagini

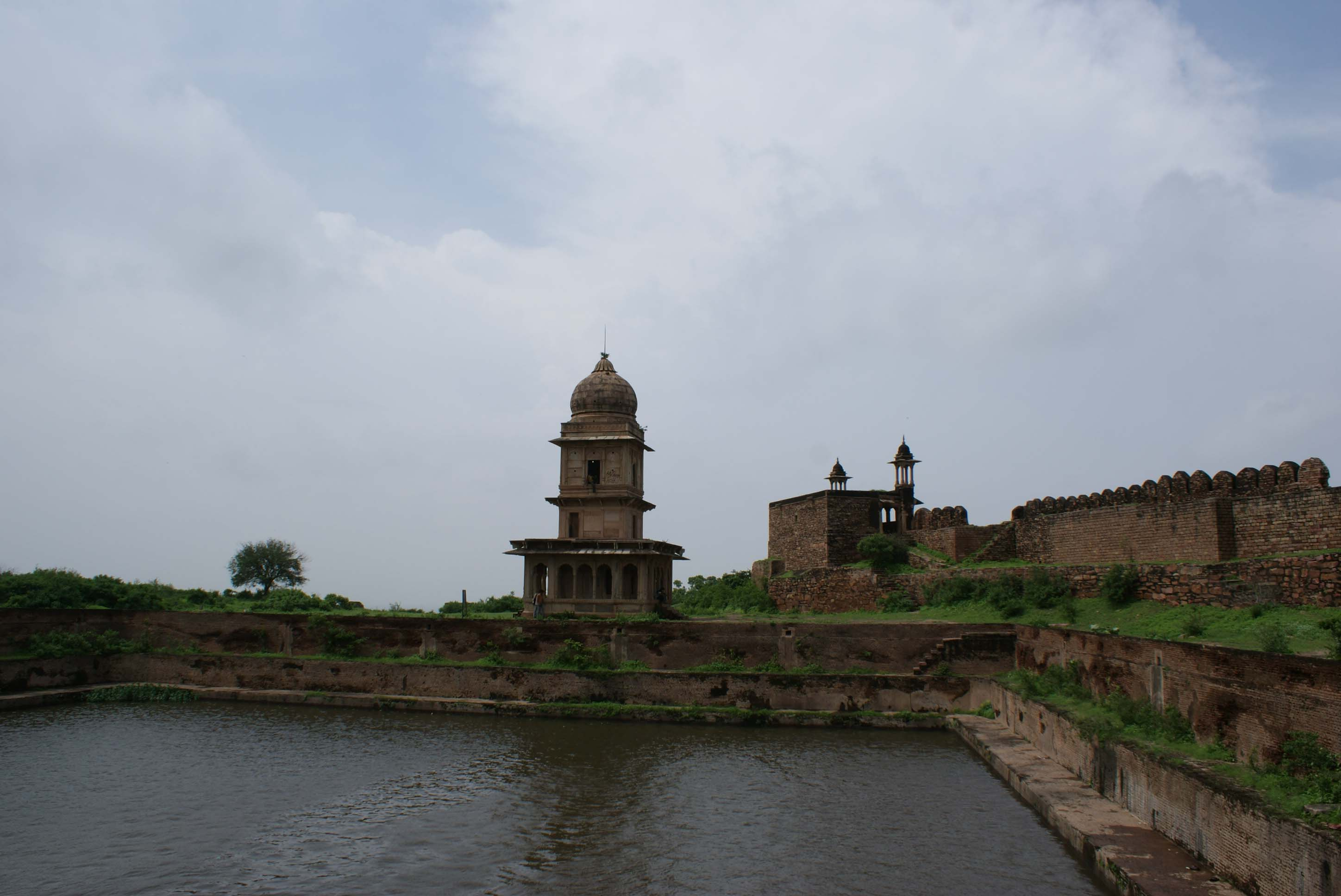
Riserva d'acqua nel Forte
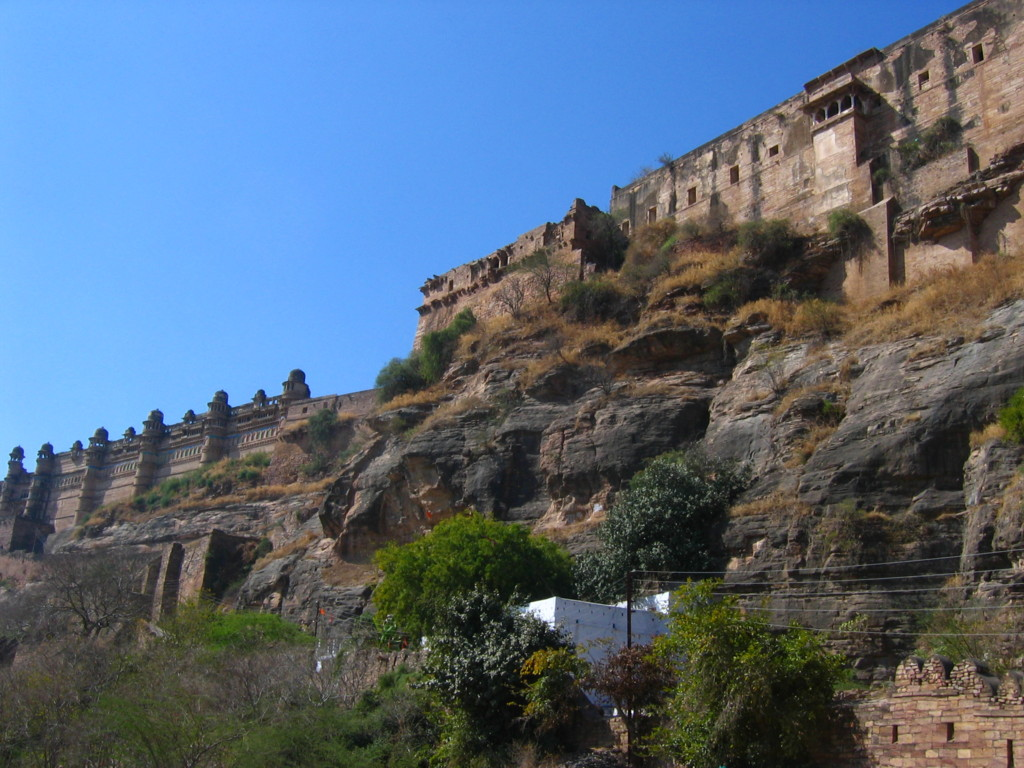
Vista del Forte dall'esterno
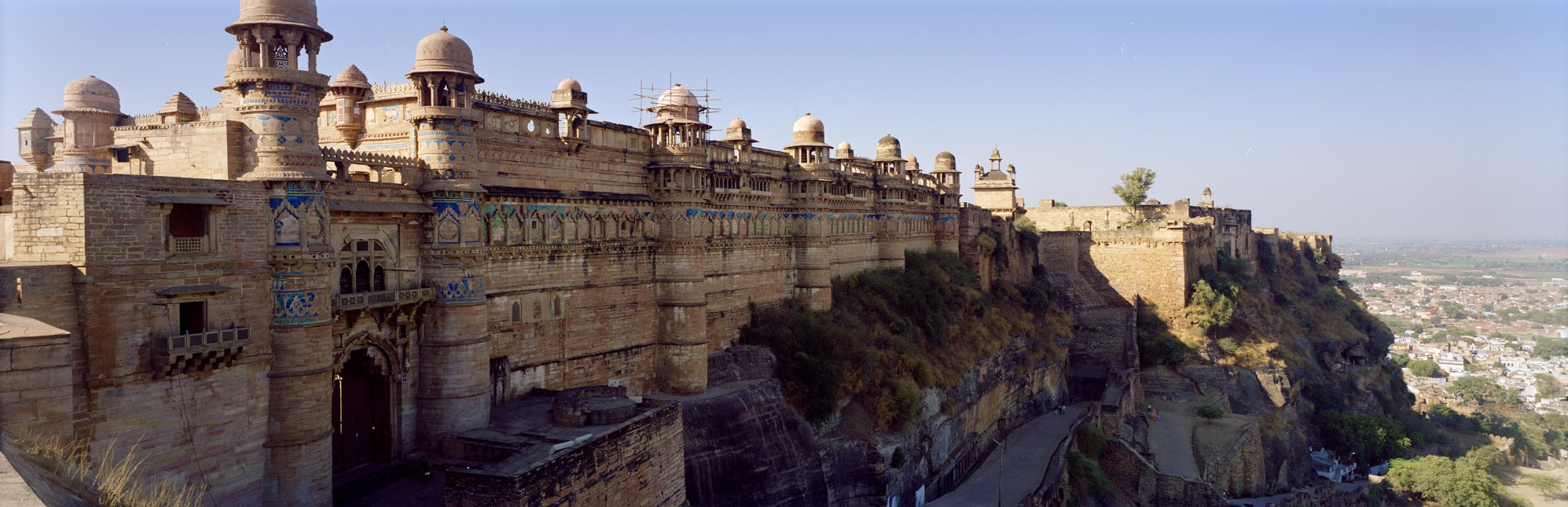
Panorama del Forte Gwalior
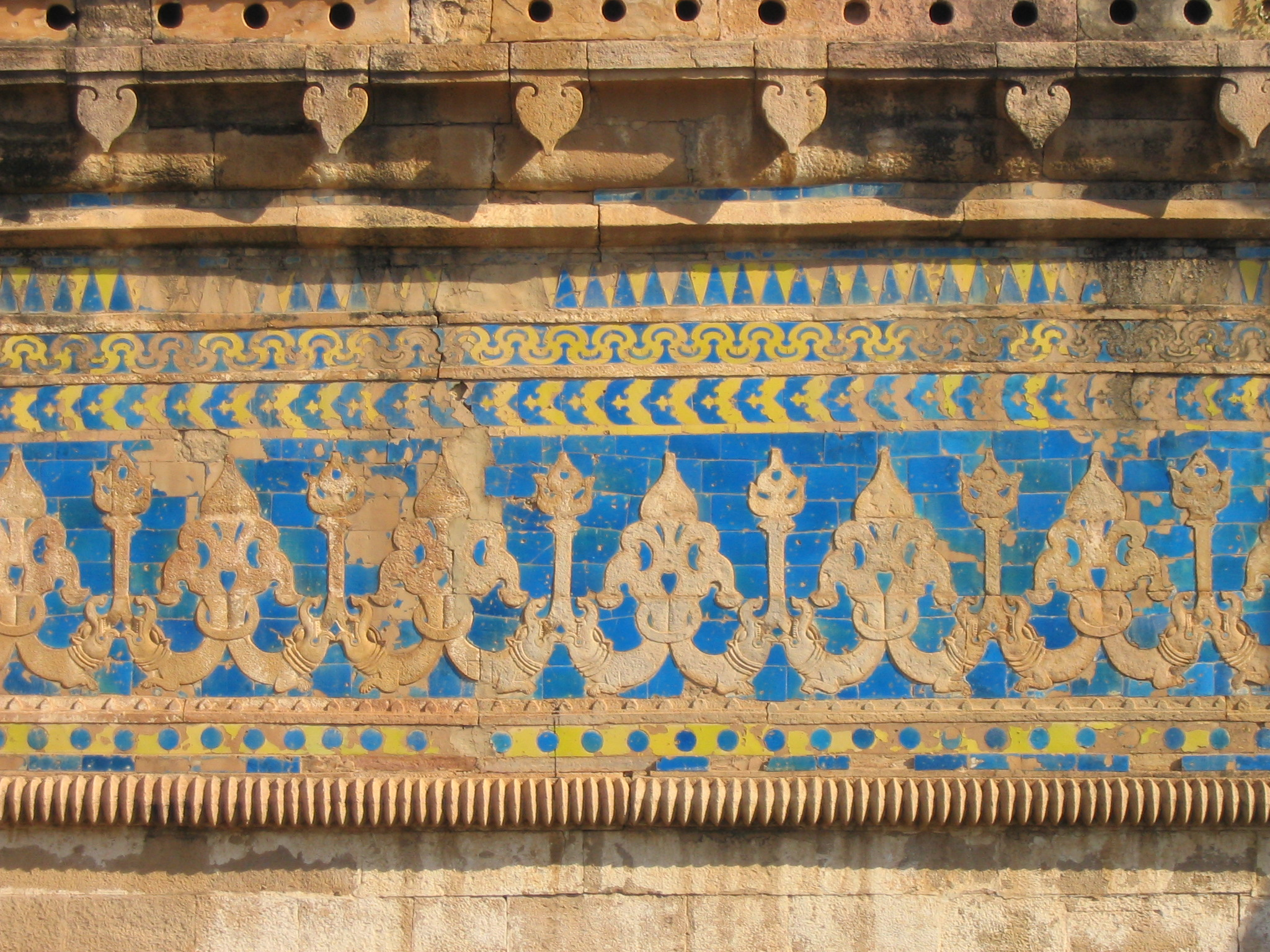
Mura policrome della fortezza
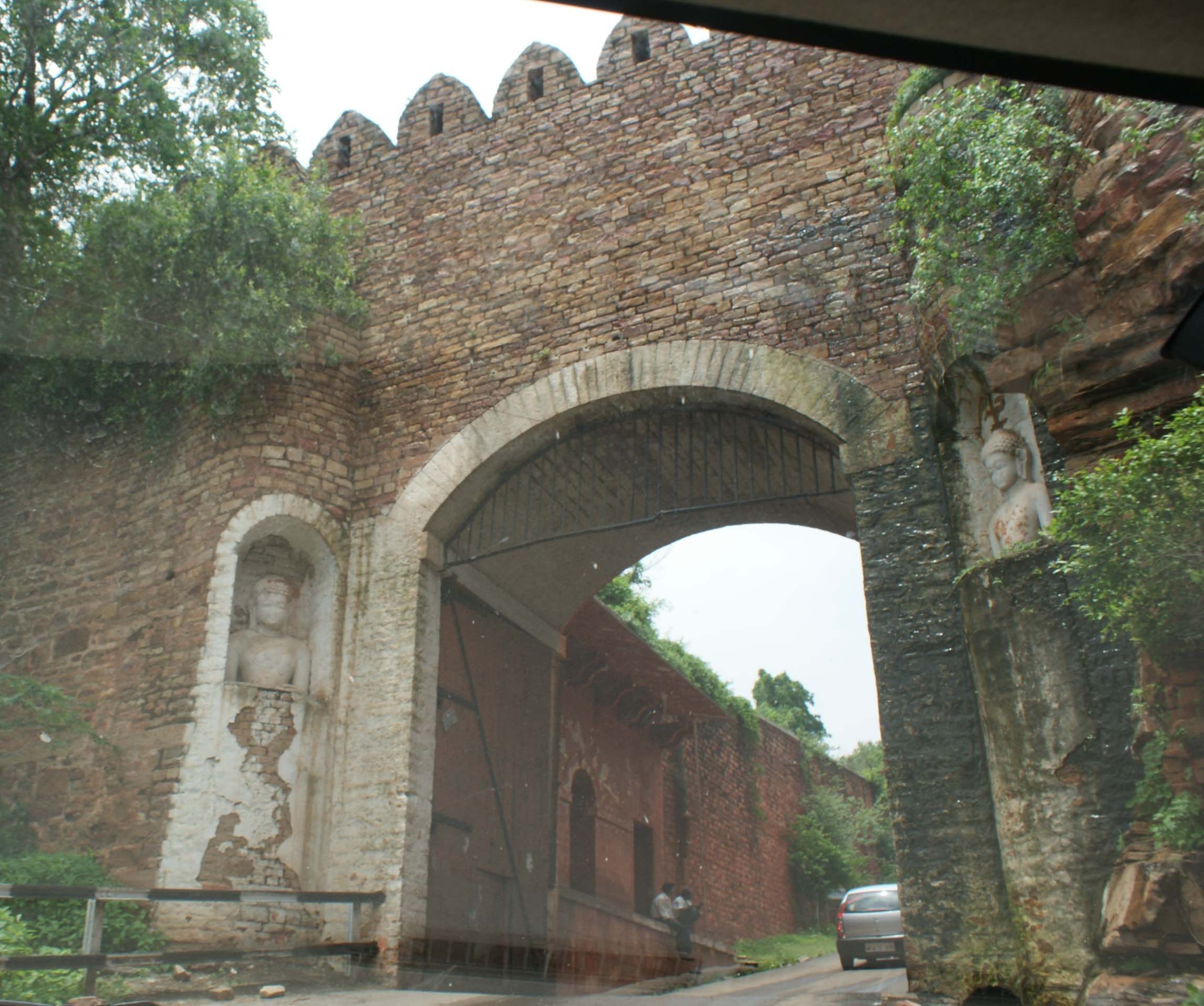
Una delle sette porte del Forte
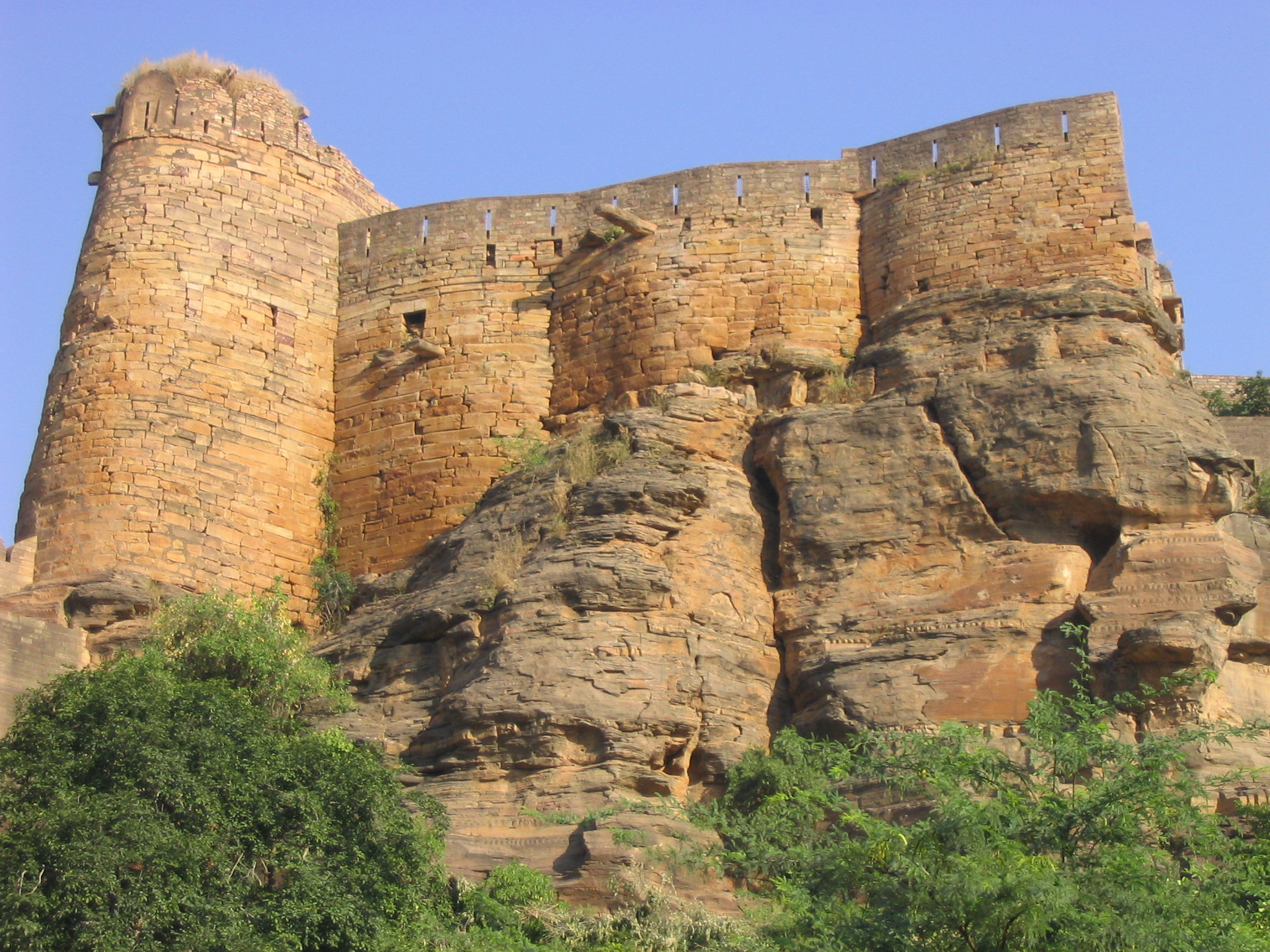
I bastioni
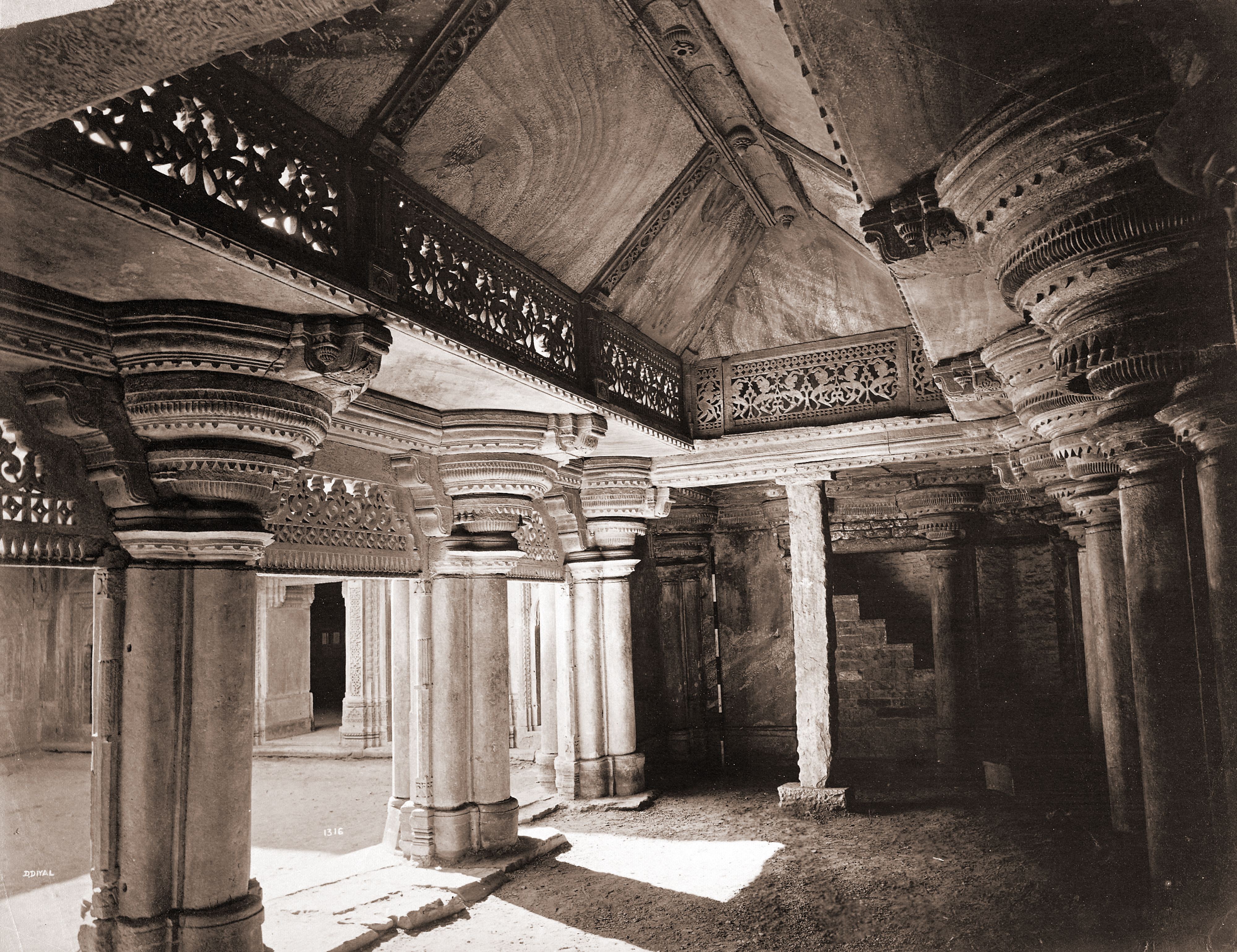
Interni della Sala nord, Man Mandir
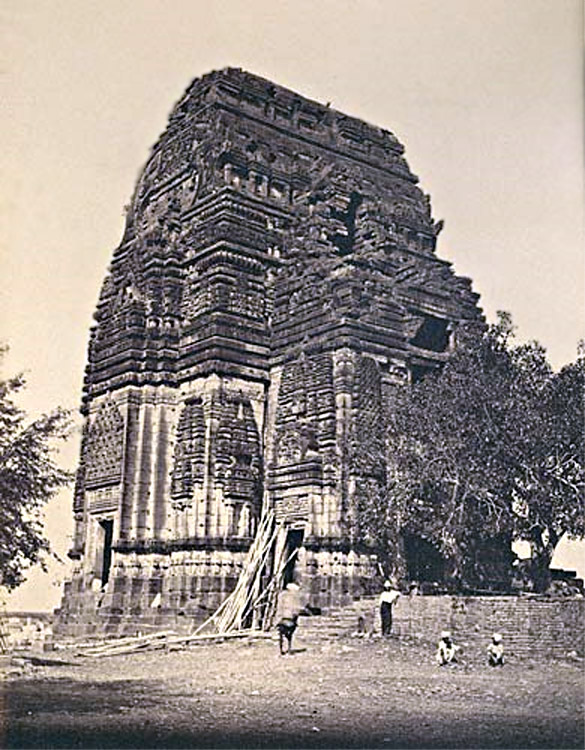
Teli-ka-Mandir
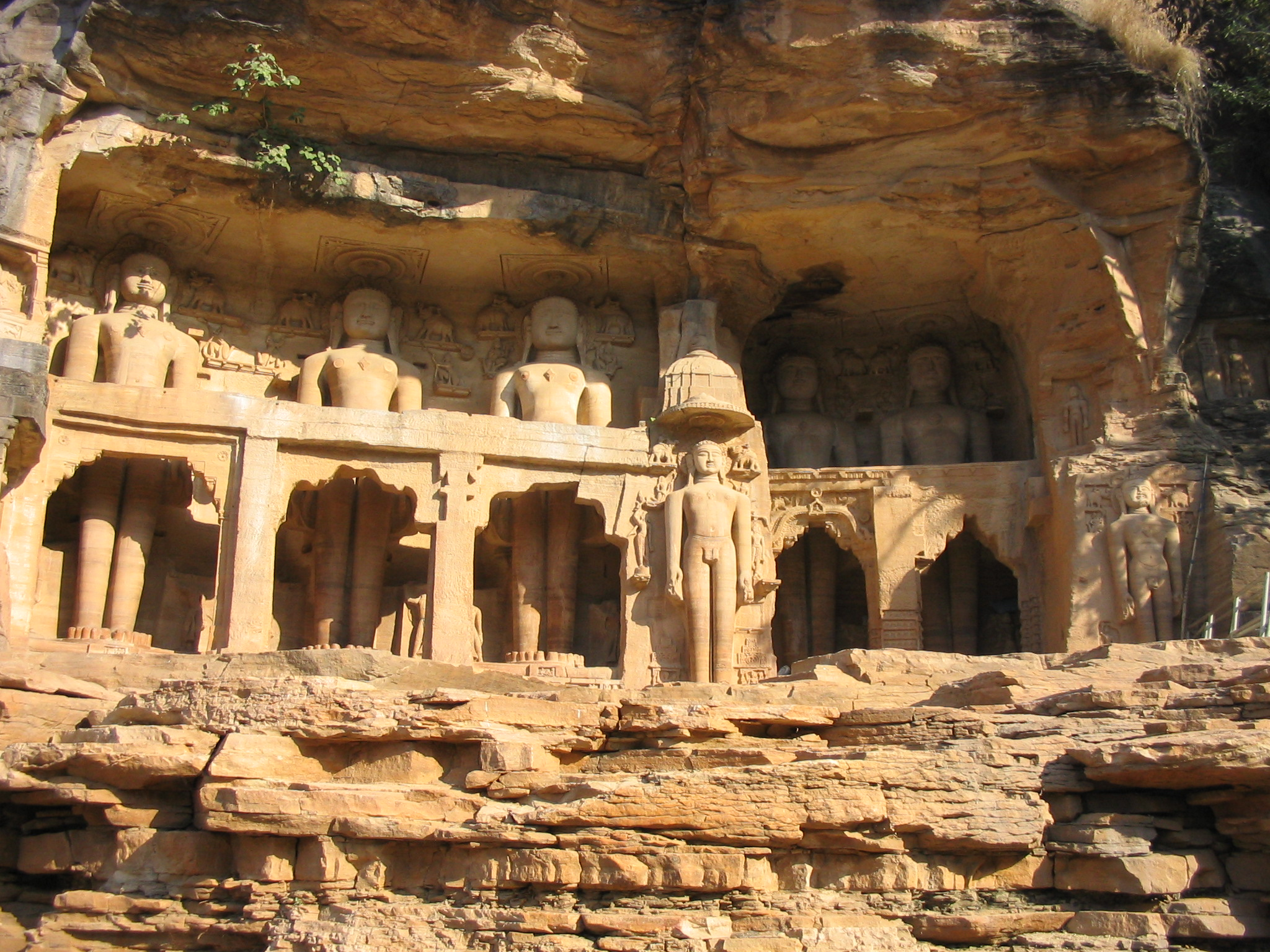
Statue dei tirthamkara gianisti nella nicchia del lato sud del Forte
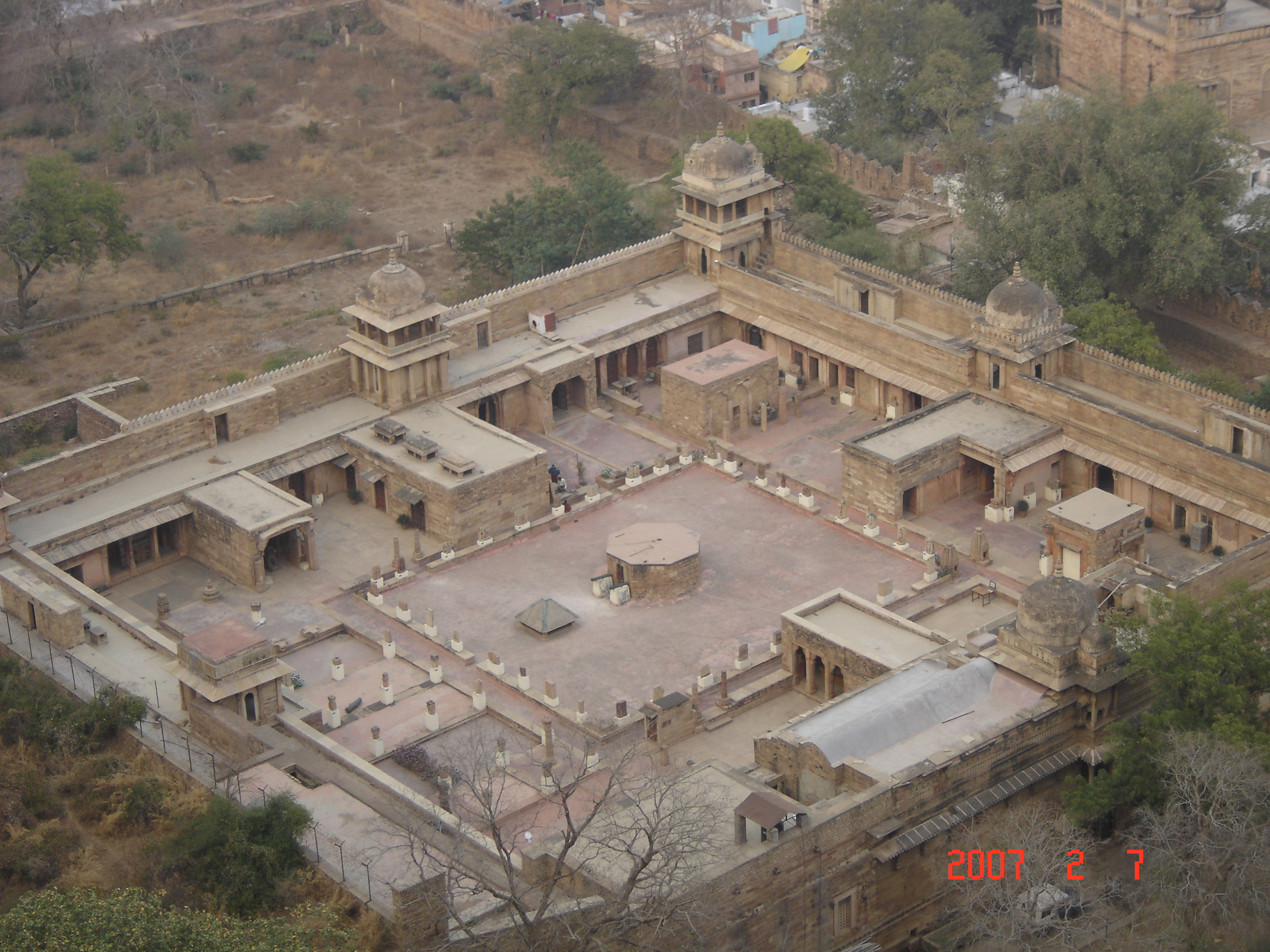
Gujari Mahal costruito da Raja ManSingh per sua moglie Mrignayani
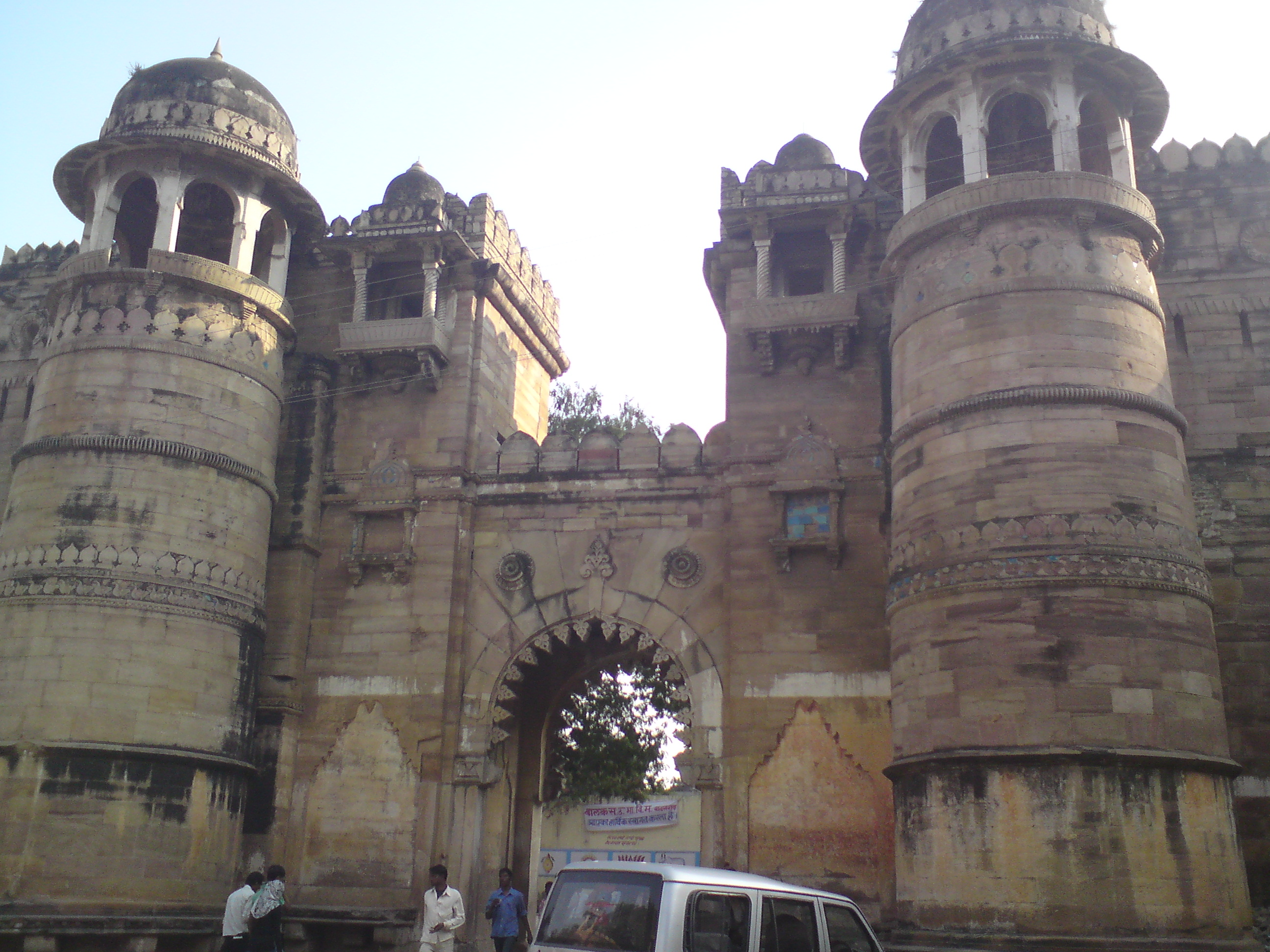
Porta di ingresso al Forte Gwalior - vicina al Man Mandir